# Fredrikke Marie Qvam

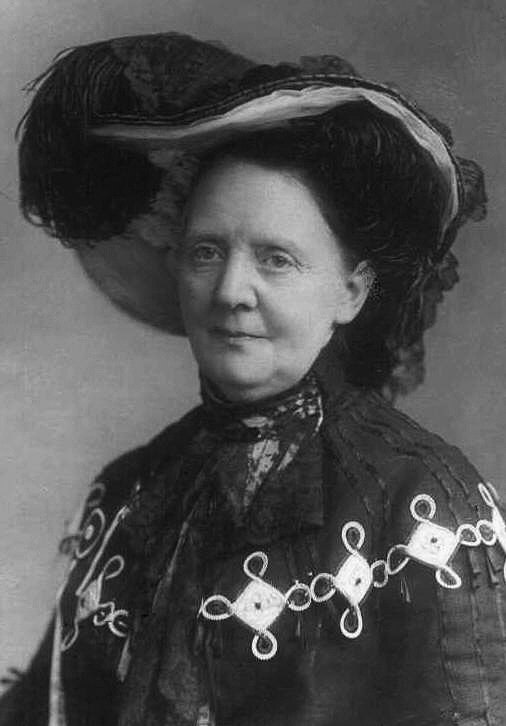
Fredrikke Marie Qvam

Fredrikke Marie Qvam (* 31. Mai 1843 in Trondheim; † 10. September 1938 in Steinkjer) war eine norwegische Frauenrechtlerin und liberale Politikerin. Sie gründete die humanitäre Organisation Norske Kvinners Sanitetsforening (NKS) und war von 1896 bis 1933 deren Präsidentin. Mit etwa 250.000 Mitgliedern war sie die größte humanitäre Organisation des Landes. Qvam war von 1899 bis 1903 auch Präsidentin der Norsk Kvinnesaksforening. Sie war mit dem norwegischen Ministerpräsidenten und Vorsitzenden der Partei Venstre, Ole Anton Qvam, verheiratet. Zeit ihres Lebens galt sie als eine der einflussreichsten politischen Lobbyisten ihres Landes.